# رومانس كوكلينس
رومانس كوكلينس (مواليد 13 سبتمبر 1974) هو ملاكم لاتفي، مثّل بلاده في الألعاب الأولمبية الصيفية 1996.

## روابط خارجية
رومانس كوكلينس على موقع بوكس ريك (الإنجليزية) (registration required)
- رومانس كوكلينس على موقع أوليمبيديا (الإنجليزية)
- رومانس كوكلينسعلى موقع اللجنة الأولمبية اللاتفية (مؤرشف) (اللاتفية)